# 羽島市防災ステーション
羽島市防災ステーション（はしましぼうさいステーション）は、岐阜県羽島市にある公共施設（防災施設）である。

## 概要
- 2011年（平成23年）4月開館。
- 国土交通省と羽島市が整備した施設である。木曽川堤防に接している。
- 国土交通省の施設名は「加賀野井地区河川防災ステーション」である[1]。水防作業ヤード、緊急復旧活動に必要な資材の備蓄、ヘリポートが整備されており、洪水時には水防活動支援、災害時には緊急復旧などを迅速に行う基地としての役割がある。旧称は「木曽川羽島河川防災ステーション」。
- 羽島市の施設名は「羽島市防災ステーション」である。防災意識の向上、災害時の防災活動の拠点としての機能を持つ[2]。普段は武道場及び交流活動、生涯学習の場として使用される。
- 2016年（平成28年）に市の健康推進事業として、防災ステーション内に健幸ステーションはしま（トレーニングジム、トレーニングスタジオ）を設置[3]していたが、事業仕分けによる見直しにより2020年（令和2年）3月に廃止された[4]。
- ナショナルトレーニングセンター競技別強化拠点（テコンドー）に指定されている[5]。

## 施設概要
1階
- 避難所兼武道場

2階
- 会議室
- 和室

## 所在地
- 岐阜県羽島市下中町石田701

## 利用案内
- 開館時間 : 9:00 - 21:00
- 休館日 : 年末年始（12月29日～1月4日）
- 施設は有料。事前予約が必要。

## 交通アクセス
- 羽島市コミュニティバス中・はしまわる線、温泉・はしまわる線、南武線「北河原」バス停より徒歩約5分。

## 周辺施設
- 愛知県営西中野渡船場（中野の渡し）
- 特別養護老人ホームやすらぎ苑
- 障害者支援施設羽島学園
- 名鉄竹鼻線正専寺前駅跡　（現在の羽島市コミュニティバス「北河原」バス停付近）